# 米哈埃拉·彼得里勒
米哈埃拉·彼得里勒（羅馬尼亞語：Mihaela Petrilă，1991年5月7日—），罗马尼亚女子赛艇运动员。她曾代表罗马尼亚参加2016年夏季奥林匹克运动会赛艇比赛，获得女子八人单桨有舵手铜牌。